# Conférence de Rio de Janeiro (1955)
Pour les articles homonymes, voir Conférence de Rio.
La première Conférence générale de l'épiscopat latino-américain, dite Conférence de Rio, est l'acte de fondation et la première session du Conseil épiscopal latino-américain. Celle-ci, présidée par le cardinal italien Adeodato Giovanni Piazza, a lieu du 25 juillet au 4 août 1955 au Colegio Sacré Cœur de Jésus, dans la ville brésilienne de Rio de Janeiro.
Cette conférence suit immédiatement le congrès eucharistique qui a lieu dans la ville du 17 au 25 juillet.

## Contexte
Cette réunion de l'épiscopat de tout un continent est inédite, ne connaissant « ni précédent ni correspondant dans l'histoire ecclésiastique contemporaine » ; la réunion est organisée dans la foulée du congrès eucharistique qui a lieu à Rio du 17 au 25 juillet.
Hélder Câmara n'est alors que coadjuteur de l'évêque Jaime de Barros Câmara, mais c'est lui qui est chargé de l'organisation de la conférence. La conférence est présidée par le cardinal italien Adeodato Giovanni Piazza ; sept cardinaux outre lui, ainsi que 90 évêques, cinq autres prélats et six nonces sont présents.

## Déroulement
La conférence a lieu dans la Vila Brazilina, située au numéro 22 de la Rua Pinheiro Machado dans le quartier de Laranjeiras, et qui abrite de 1935 à 1969 le Colegio Sacré Cœur de Jésus,.

## Thématiques abordées
Le pape précède la démarche en envoyant aux évêques un document titré Carta Apostólica Ad Ecclesiam Christi et sous-titré Sobre las necesidades de América Latina. Ce document, établissant le constat d'un déficience de la vie catholique, et notamment du manque de prêtres, outre la possibilité de recourir à des formes inédites : « Si les circonstances l'indiquent, il faut adopter de nouvelles méthodes d'apostolat et ouvrir les chemins inédits qui, tout en conservant une grande fidélité à la tradition de l'Église, soient mieux adaptées aux exigences du temps présent et profitent des conquêtes de la civilisation ».

## Conséquences
La principale conséquence de cette conférence est la création du Conseil épiscopal latino-américain, dit « CELAM ». La structure est officialisée par Pie XII, mais c'est à la demande des évêques sud-américains qu'il la crée. Un premier vote de détermination du siège de l'institution aboutit à une majorité pour Rome, mais c'est finalement Bogota qui est choisie, notamment sur l'insistance du pape qui souhaite que le siège de l'institution soit sur le continent sud-américain.